# Дрейслер, Иосиф Соломонович
Иосиф Соломонович Дрейслер (укр. Йосип Соломонович Дрейслер; 25 июля 1919, Екатеринослав, Юг России — не ранее 1986) — советский правовед, кандидат юридических наук (1955), специалист в области теории и истории государства и права. Участник Великой Отечественной войны. Преподаватель Харьковского юридического института и ряда других юридических учебных заведений Украины. Ученик профессора В. И. Сливицкого.

## Биография
Иосиф Дрейслер родился 25 июля 1919 года в Екатеринославле. В 1937 году окончил школу и поступил в Харьковский юридический институт, который окончил с отличием в июне 1941 года. Сразу же после окончания вуза он был призван в Красную армию. Участвовал в Великой Отечественной войне. Службу проходил в органах НКВД СССР, последовательно входил в состав военных трибуналов бригады, корпуса и армии. В начале 1944 года перешёл на партийную работу; сначала был агитатором в стрелковых полку и дивизии, затем возглавил дивизионную школу партийного актива при политотделе одной из механизированных дивизий. В 1947—1950 годах был помощником военного прокурора Харькова.
В начале 1950 года Дрейслер был принят на место заместителя директора и преподавателя в Харьковской юридической школе, где проработал более двух лет. В 1952 году устроился юрисконсультом в одной из контор Миноборонпрома СССР. Одновременно с этим был принят на преподавательскую должность в Харьковский юридический институт с почасовой оплатой. В 1955 году окончил заочную аспирантуру в Харьковском юридическом институте имени Л. М. Кагановича. В том же вузе под научным руководством профессора В. И. Сливицкого и с официальными оппонентами С. Л. Фуксом и А. П. Тарановым защитил диссертацию на соискание учёной степени кандидата юридических наук по теме «Социалистическая законность в государственном управлении Украинской ССР в период перехода к мирной работе по восстановлению народного хозяйства (1921—1925)».
В августе 1956 года оставил работу в вузе и министерской конторе, и переехал в Одессу, где в 1955/56 учебном году работал старшим преподавателем в местном филиале Всесоюзного заочного юридического института. Затем два с половиной года работал юрисконсультом в Харьковском политехническом институте и преподавателем в Харьковском юридическом институте с почасовой оплатой. В начале 1960 года занял должность ассистента на кафедре теории и истории государства и права Харьковского юридического института, а в мае 1962 года был повышен в должности до доцента. Опубликованные в 1950-х — 1960-х годах работы Дрейслера «Взаимоотношения права и нравственности в социалистическом обществе» и «Народный контроль в СССР» получили высокие оценки от научного общества.
Уволен из Харьковского юридического института 2 января 1985 года «по собственному желанию». Умер до 2009 года.

## Награды
За участие в боях Великой Отечественной войны Иосиф Соломонович был награждён тремя орденами — Отечественной войны 1-й и 2-й степеней и Красной Звезды и семью медалями — «За оборону Киева», «За освобождение Варшавы», «За победу над Германией в Великой Отечественной войне 1941—1945 гг.», «За взятие Берлина», «Двадцать лет Победы в Великой Отечественной войне 1941—1945 гг.», «Тридцать лет Победы в Великой Отечественной войне 1941—1945 гг.» и «30 лет Советской Армии и Флота».